# 平元規
平 元規（たいら の もとのり）は、平安時代前期の貴族・歌人。光孝平氏・忠望王の養子となった左衛門権佐・平中興の子。官位は従五位下・左衛門大尉。

## 経歴
寛平9年（897年）醍醐天皇の即位後まもなく非蔵人として昇殿を聴され、右馬権少允に任ぜられた。その後は、右馬権大允・左兵衛少尉と武官を歴任し、延喜6年（906年）には六位蔵人兼左衛門大尉に任ぜられる。
延喜8年（908年）従五位下に叙爵するが、ほどなく卒去。
藤原後蔭が「唐物の使い」で大宰府に下向する際に、送別の場で詠んだ和歌が『古今和歌集』に1首が採録されている。

## 官歴
『古今和歌集目録』による。
- 寛平9年（897年） 7月10日：昇殿（非蔵人）。7月26日：右馬権少允
- 寛平10年（898年） 2月23日：右馬権大允。4月9日：左兵衛少尉
- 延喜6年（906年） 正月23日：六位蔵人。正月：左衛門大尉
- 延喜8年（908年） 正月23日：従五位下。日付不詳：卒去